# قائمة حلقات فتيات القوة (مسلسل تلفزيوني 2016)
هذه حلقات مسلسل رسوم متحركة أمريكي فتيات القوة (مسلسل تلفزيوني 2016) من إنتاج كرتون نتورك ستوديوز بدأ عرضه في 04 أبريل 2016 على كرتون نتورك ثم على كرتون نتورك بالعربية.

## الحلقات

### الموسم الأول
| رقم | اسم الحلقة             | تاريخ البث الولايات المتحدة                              | تاريخ البث الوطن العربي |
| --- | ---------------------- | -------------------------------------------------------- | ----------------------- |
| 1   | تذكرة الحفلة الموسيقية | 04 أبريل 2016                                            | 29أبريل 2016            |
| 2   | الأميرة باتركاب        | 04 أبريل 2016                                            | 21أبريل 2016            |
| 3   | إختفاء بابلز           | 05 أبريل 2016                                            | 30 أبريل 2016           |
| 4   | قواعد اللغة            | 06 أبريل 2016                                            | 20 أغسطس 2016           |
| 5   | اليونيكورن             | 07 أبريل 2016                                            | 01 مايو 2016            |
| 6   | قوة السلام             | 08 أبريل 2016                                            | 02 مايو 2016            |
| 7   | وداعًا بيلوم            | 11 أبريل 2016                                            | قريبا                   |
| 8   | أوكتي مفقود            | 12 أبريل 2016                                            | قريبا                   |
| 9   | الجبيرة                | 13 أبريل 2016                                            | 19 أغسطس 2016           |
| 10  | القوى الجديدة          | 14 أبريل 2016                                            | قريبا                   |
| 11  | مسابقة الجمال          | 15 أبريل 2016                                            | 02 مايو 2016            |
| 12  | الخلطة السحرية         | 21 أبريل 2016                                            | 03 مايو 2016            |
| 13  | صديقة البروفيسور       | 28 أبريل 2016                                            | قريبا                   |
| 14  | ترتيب الاشياء          | 05 مايو 2016                                             | 25 أغسطس 2016           |
| 15  | المسابقة العلمية       | 12 مايو 2016                                             | قريبا                   |
| 16  | الصديق العدو           | 19 مايو 2016                                             | قريبا                   |
| 17  | مشاكل تاريخية          | 15 أبريل 2016                                            | قريبا                   |
| 18  | عودة مان بوي           | 30 مايو 2016                                             | قريبا                   |
| 19  | فيروس الإنترنت         | 9 يونيو 2016                                             | قريبا                   |
| 20  | بابلز الشريرة          | 16 يونيو 2016                                            | قريبا                   |
| 21  | رعاية الشقيقات         | 23 يونيو 2016                                            | قريبا                   |
| 22  | الكثير من بابلز        | 01 سبتمبر 2016                                           | قريبا                   |
| 23  | الشتاء الطويل          | 08 سبتمبر 2016 (عرضت في المملكة المتحدة في 8 يونيو 2016) | قريبا                   |
| 24  | النوم العميق           | 15 سبتمبر 2016                                           | قريبا                   |

### الموسم الثاني
| رقم | اسم الحلقة               | تاريخ البث الولايات المتحدة | تاريخ البث الوطن العربي |
| --- | ------------------------ | --------------------------- | ----------------------- |
| 1   | دوني اليونيكورن          | 03 مارس 2017                | قريبا                   |
| 2   | الجناح الاخضر            | 10 مارس 2017                | قريبا                   |
| 3   | سبليتسفيل                | 24 مارس 2017                | قريبا                   |
| 4   | كلوداد                   | 31 مارس 2017                | قريبا                   |
| 5   | عيد ميلاد مورباكس السادس | 30 أبريل 2017               | قريبا                   |
| 6   | بلوسوم نجمة تاونسفيل     | 7 مايو 2017                 | قريبا                   |
| 7   | جنون لعبة الغولف الصغيرة | 21 مايو 2017                | قريبا                   |
| 8   | المشكلة الصيفية          | 28 مايو 2017                | قريبا                   |

### حلقات قصيرة

#### الموسم الأول
| رقم | اسم الحلقة                        | تاريخ البث الولايات المتحدة | تاريخ البث الوطن العربي |
| --- | --------------------------------- | --------------------------- | ----------------------- |
| 1   | من لديه القوة ؟                   | 16 فبراير 2016              | 01 مايو 2016            |
| 2   | ريح باتركاب                       | 01 مارس 2016                | N/A                     |
| 3   | موقع بابلز للجمال ولكن في الفيديو | 08 مارس 2016                | قريبا                   |
| 4   | اركضي بلوسوم اركضي!               | 11 مارس 2016                | قريبا                   |